# La joven de las naranjas
La joven de las naranjas es una novela escrita por Jostein Gaarder, autor de El mundo de Sofía. Su título original es Appelsinpiken.

## Argumento
El padre de Georg murió tiempo atrás cuando aún el niño era pequeño. Ahora ya tiene 15 años y su abuela ha encontrado una carta de su padre en el forro de su vieja sillita roja con un remitente: Georg.
Jan, el padre del chico, cuenta, a través de la carta que escribió a su hijo años atrás, su historia de amor. A medida que se desarrolla la novela, se va intercalando la historia de Jan con los pensamientos actuales de su hijo.